# Hedyosmum parvifolium
Hedyosmum parvifolium är en tvåhjärtbladig växtart som beskrevs av Eugène Jacob de Cordemoy och Henri Ernest Baillon. Hedyosmum parvifolium ingår i släktet Hedyosmum och familjen Chloranthaceae. Inga underarter finns listade i Catalogue of Life.